# Ma Jian
Ma Jian (Qingdao, 18 de agosto de 1953) es un escritor y disidente político chino. Empezó trabajando como periodista para los sindicatos, hasta que su primer libro, publicado en 1986, fue condenado por las autoridades de su país, obligándole a huir a Hong Kong. Tras residir durante una temporada en Alemania, ha fijado su residencia en Londres.
El Nobel Gao Xingjian lo ha descrito como "una de las voces más importantes y valerosas de la literatura china".

## Apuntes biográficos
La conciencia política de Ma Jian viene influida por lo ocurrido a su abuelo, detenido en 1968 durante la Revolución Cultural promovida por Mao Zedong. Su primera obra, un libro de viajes sobre el Tíbet, describía sin complacencia las turpitudes de una sociedad tradicional muy alejada de los clichés al uso, denunciando prácticas como la violación ritual o el abuso sexual, que se daban, incluso, en el seno de las familias.
En plena reacción, orquestada por Deng Xiaoping, a la incipiente apertura de la sociedad china, el libro fue tildado de "polución espiritual" y de "liberal burgués": Ma Jian no esperó a sufrir las represalias previsibles y emprendió la huida a través del interior de China, en un viaje de tres años que lo llevaría a Hong Kong. La experiencia dio lugar a su primera obra de éxito en el extranjero, publicada en inglés bajo el título de Red Dust (Polvo Rojo).
Tras emigrar a Alemania en 1997, en 1999 se instaló en Londres junto a su traductora y compañera sentimental, Flora Drew, a quien había conocido durante la realización de un documental sobre los disidentes chinos.
En 2011 se le niega entrar a China.

## Obra seleccionada
Entre sus numerosas publicaciones, siempre escritas en chino, luego traducidas al inglés y otros idiomas, las publicaciones traducidas al español:
- Saca la lengua
- Polvo rojo
- El escritor, las mujeres y el partido
- Pekín en Coma
- El sueño chino[7]